# Bring Ya to the Brink
Bring Ya to the Brink é o nono álbum de estúdio da cantora norte-americana Cyndi Lauper. O lançamento ocorreu em 14 de maio de 2008 no Japão, e no dia 27 de maio do mesmo ano mundialmente.
O repertório conta com uma coleção de canções de música dance e eletrônica e traz colaborações com Basement Jaxx, Richard Morel, Max Martin e Kleerup, entre outros. 
Considerado como um dos melhores trabalhos da cantora na época em que foi lançado, foi destaque no Songwriters Hall of Fame, que apontou a faixa "High and Mighty" como uma das melhores canções da carreira de Lauper.
Em 2009, recebeu uma indicação para o Prêmio Grammy de Melhor Álbum Eletrônico / Dance.
A música "Set Your Heart" foi lançada como single promocional no Japão, no início de 2008 e "Same Ol 'Story" foi o primeiro single oficial do disco, cujo lançamento mundial ocorreu em 6 de maio de 2008. "Into the Nightlife" foi lançada como o segundo single.
Bring Ya to the Brink é o último lançamento de Lauper pela Epic Records, sua gravadora desde seu primeiro disco solo, de 1983. Debutou na posição de #41 na Billboard 200, com 12 mil cópias vendidas.
Um CD de remixes, intitulado Floor Remixes, foi lançado exclusivamente no Japão em 2009.

## Produção e conteúdo
Lauper visitou a Inglaterra e a Suécia durante o início de 2007, onde escreveu canções com artistas de dance music como The Scumfrog, Basement Jaxx, Digital Dog, Dragonette, Kleerup e Axwell. Ela também escreveu e produziu quatro das faixas com o DJ Richard Morel do Washington DC.
A direção de arte foi creditada a própria cantora,  além de Sheri Lee e Meghan Foley, as fotografias são de Stefanie Schneider.
Sobre a opção de escolher canções no estilo dance music, a cantora revelou: "Neste disco, trabalhei com muitos produtores que fazem música para dançar... De qualquer modo, a dance music é pop. E eu faço música pop. Aliás, sempre tive músicas para dançar em meus discos. Só decidi entrar um pouco mais na comunidade dance esta vez, fazendo uma coisa mais inovadora."

## Singles
"Set Your Heart" foi lançada como single promocional apenas no Japão, onde recebeu uma considerável execução nas rádios, o que garantiu sua aparição n posição de número onze na parada de sucessos Billboard Japan Hot 100 Singles.
O primeiro single foi "Same Ol' Story", lançado mundialmente em 6 de maio de 2008. Ele liderou o Billboard Hot Dance Club Play dos Estados Unidos e permaneceu nas paradas por várias semanas.
O segundo single foi "Into the Nightlife", lançado em 8 de agosto de 2008. O videoclipe para a música foi parcialmente filmado no Splash Bar, em Nova York, em 20 de maio de 2008. Os fãs foram convidados a serem extras no vídeo. Foi um grande sucesso de clubes nos EUA, liderando o Billboard Hot Dance Club Play e chegando ao quinto lugar no Billboard Hot Dance Airplay. A estação de rádio Dance Energy 92.7FM, de São Francisco, anunciou que "Echo" seria o terceiro single, mas nenhum lançamento ocorreu. A canção era uma das que mais empolgaram o público no show que a cantora fez no Brasil, em 2008.

## Turnê e promoção
Como divulgação, Lauper fez uma turnê pelo mundo em 2008, intitulada Bring Ya to the Brink Tour, os shows ocorreram em países fora dos Estados Unidos, a saber: Austrália, na primavera de 2008, no Japão, Europa e na América do Sul, no outono de 2008.
Nos Estados Unidos, ela fez shows numa nova turnê, que ocorreu no verão, intitulada True Colors 2008, com bastante ênfase nas canções do álbum. 
Na televisão, Lauper cantou "Into the Nightlife" ao vivo no The Graham Norton Show, no episódio 2 da temporada 4, transmitido pela primeira vez em 9 de outubro de 2008.

## Recepção crítica
| Críticas profissionais | Críticas profissionais |
| Avaliações da crítica  | Avaliações da crítica  |
| Fonte                  | Avaliação              |
| ---------------------- | ---------------------- |
| AllMusic               | [ 21 ]                 |
| Billboard              | (favorável)            |
| Blender                | [ 23 ]                 |
| Entertainment Weekly   | B                      |
| The New York Times     | (misto)                |
| Now                    | (favorável)            |
| The Observer           | (positivo)             |
| PopMatters             | (7/10)                 |
| Rolling Stone          | [ 29 ]                 |
| Slant Magazine         | [ 30 ]                 |

As resenhas dos críticos de música foram favoráveis. 
Stephen Thomas Erlewine do site AllMusic deu três estrelas e meia de cinco e pontuou que é difícil definir a carreira da cantora, porque ela muda de estilo constantemente, podendo soar as vezes retrô, as vezes moderna, ou misturando as duas coisas, como no caso de Bring Ya to the Brink.
Chuck Taylor, da revista Billboard, fez uma crítica favorável ao disco e notou que embora ele explore a artificialidade das pistas de dança, suas letras possuem uma mensagem forte que nem sempre serão percebidas pelo público.
Barry Walters, da revista Blender deu ao disco três estrelas e meia de cinco e afirmou que com as mensagens sociais que as músicas do disco apresentam, Lauper nunca soou tão relevante desde o seu primeiro disco, She's So Unusual, de 1983.
Simon Vozick-Levinson, da revista Entertainment Weekly, avaliou com uma nota B e elogiou o fato da cantora finalmente voltar ao mundo das pistas de dança.
O The New York Times fez uma crítica mista, descrevendo o disco como "teimosamente fluorescente, longo em batidas fortes e curto em nuance ou graça".
Evan Davies, do jornal NOW, de Toronto, deu ao disco três ênes (NNN) de cinco e escreveu que embora haja referências claras aos trabalhos de artistas como Daft Punk e Kylie Minogue, "a personalidade de Lauper, sempre seu maior trunfo, consegue se manifestar na maior parte de Brink" e e que embora haja algumas canções que estão apenas para preencher o disco, ele "é divertido e cativante".
Liz Hoggard, do The Observer, elogiou o disco e disse que "[ele] este é o que Madonna deveria ter feito em vez de Hard Candy.
Caryn Ganz, da revista Rolling Stone, deu três estrelas de cinco e escreveu que o disco nunca chega próximo "a uma explosão de serotonina completa" como a de Confessions on a Dance Floor, da Madonna, de 2005, mas "ele traz o mérito de Lauper mais uma vez inovar seu repertório".
Jonathan Keefe, da Slant Magazine, avaliou com três estrelas e meia de cinco e pontuou que embora não seja mainstream o suficiente para trazer um retorno triunfal na carreira de Lauper, ele recaptura a relevância artística da cantora e se destaca como uma alternativa superior ao disco Hard Candy, da Madonna.

## Desempenho comercial
Bring Ya to the Brink estreou em 41º com 12.000 unidades vendidas e se tornou o primeiro da cantora nas tabelas de música pop, desde Sisters of Avalon, de 1996. Até 22 de agosto de 2008, vendeu 33.000 nos Estados Unidos, de acordo com a Nielsen SoundScan.

## Floor Remixes
Um CD de remixes, intitulado Floor Remixes, foi lançado exclusivamente no Japão, em 18 de fevereiro de 2009, em uma edição limitada que contava com um CDe um DVD, e outra apenas com o CD, atingiu a posição de #102 na parada musical do país.
Para promovê-lo, foi feito um mashup de "Girls Just Want to Have Fun" com "Set Your Heart", mixado por Richard Morel.

## Lista de faixas
- Fontes: [35][36]

| N.º | Título               | Compositor(es)                                                   | Produtor(es)           | Duração |  |
| 1.  | "High and Mighty"    | Cyndi Lauper, Jesse Houk                                         | Lauper, Scumfrog       | 4:43    |  |
| 2.  | "Into the Nightlife" | Lauper, Peer Åström, Johan Bobäck, Max Martin                    | Lauper, Åström, Bobäck | 4:00    |  |
| 3.  | "Rocking Chair"      | Lauper, Felix Buxton, Simon Ratcliffe                            | Lauper, Basement Jaxx  | 3:39    |  |
| 4.  | "Echo"               | Lauper, Åström, Bobäck, William Wittman                          | Lauper, Åström, Bobäck | 3:55    |  |
| 5.  | "Lyfe"               | Lauper, Roger Fife, Melissa Greene, Sammy Merendino              | Lauper, DJ Emz         | 3:38    |  |
| 6.  | "Same Ol' Story"     | Lauper, Richard Morel                                            | Lauper, Morel          | 5:54    |  |
| 7.  | "Raging Storm"       | Lauper, Morel                                                    | Lauper, Morel          | 5:23    |  |
| 8.  | "Lay Me Down"        | Lauper, Andreas Kleerup                                          | Lauper, Kleerup        | 3:28    |  |
| 9.  | "Give It Up"         | Lauper, Steve Cornish, Nicholas Mace                             | Lauper, Digital Dog    | 3:23    |  |
| 10. | "Set Your Heart"     | Lauper, Morel, Victor Carstarphen, Gene McFadden, John Whitehead | Lauper, Morel          | 3:42    |  |
| 11. | "Grab a Hold"        | Lauper, Dan Kurtz, Martina Sorbara                               | Lauper, Dragonette     | 3:27    |  |
| 12. | "Rain on Me"         | Lauper, Chau Phan, Axel Hedfors, Alexander Kronlund              | Lauper, Axwell         | 4:24    |  |

| Edição japonesa |                 |                        |                 |         |  |
| N.º             | Título          | Compositor(es)         | Produtor(es)    | Duração |  |
| 13.             | "Got Candy"     | Lauper, Morel          | Lauper, Morel   | 3:53    |  |
| 14.             | "Can't Breathe" | Lauper, Phan, Kronlund | Lauper, Wittman | 3:58    |  |

| Faixa bônus (iTunes) |                                        |         |  |
| N.º                  | Título                                 | Duração |  |
| 15.                  | "Got Candy"                            | 3:53    |  |
| 16.                  | "Can't Breathe"                        | 3:58    |  |
| 17.                  | "Set Your Heart" (remix: Pink Noise)   | 6:47    |  |
| 18.                  | "Same Ol' Story" (mix: Ralphi Rosario) | 8:46    |  |

| Floor Remixes |                                                                             |         |  |
| N.º           | Título                                                                      | Duração |  |
| 1.            | "Girls Just Wanna Have Fun/Set Your Heart"                                  |         |  |
| 2.            | "Into the Nightlife" (Freedombunch Remix)                                   |         |  |
| 3.            | "Same Ol' Story" (Pink Noise Remix)                                         |         |  |
| 4.            | "Time After Time" (Freedombunch Remix)                                      |         |  |
| 5.            | "Set Your Heart" (Freedombunch Remix)                                       |         |  |
| 6.            | "High and Mighty" (Tom Novy Remix)                                          |         |  |
| 7.            | "Into the Nightlife" (Johnny Pinkfinger vs Mihell Remix)                    |         |  |
| 8.            | "Same Ol' Story" (Extended Mix)                                             |         |  |
| 9.            | "Girls Just Wanna Have Fun" (X Set Your Heart Mashup)                       |         |  |
| 10.           | "True Colors" (Ukawanimation! Remix)                                        |         |  |
| 11.           | "DVD : Girls Just Wanna Set Your Heart"                                     |         |  |
| 12.           | "DVD : Set Your Heart" (Freedombunch Remix)                                 |         |  |
| 13.           | "DVD : Set Your Heart" (Freedombunch Remix - Tomovie Version)               |         |  |
| 14.           | "DVD : Set Your Heart" (Freedombunch Remix - Usagi TANAKA (SCORT+) Version) |         |  |
| 15.           | "DVD : Director Interview"                                                  |         |  |

## Desempenho nas tabelas musicais
| Tabela musical (2008)           | Melhor posição |
| ------------------------------- | -------------- |
| Australian Albums (ARIA Charts) | 87             |
| Áustria (Ö3 Austria Top 40)[    | 48             |
| French Albums (SNEP)            | 129            |
| Japanese Albums (Oricon)        | 11             |
| Estados Unidos (Billboard 200)  | 41             |